# 11322 Aquamarine
11322 Aquamarine è un asteroide della fascia principale. Scoperto nel 1995, presenta un'orbita caratterizzata da un semiasse maggiore pari a 2,7219541 UA e da un'eccentricità di 0,1899845, inclinata di 10,03546° rispetto all'eclittica.